# فريدريك جيمس سكينر
فريدريك جيمس سكينر هو سياسي كندي، ولد في 8 أبريل 1867 في كندا، وتوفي في 5 نوفمبر 1933. حزبياً، نشط في حزب أونتاريو المحافظ التقدمي. وقد انتخب عضو برلمان مقاطعة أونتاريو.